# Vörös Róbert
Vörös Róbert (1963. június 3. –) magyar dramaturg, rendező, író.

## Életpályája
1963-ban született. 1981-ben ötvösként végzett a Képzőművészeti- és Iparművészeti Szakközépiskolában, ezzel párhuzamos ez évben végezte el a Népművelési Intézet színházrendező szakát. 1981-ben a Köztársulat nevű alternatív színházi csoport vezetője volt. 1983-ben a Monteverdi Birkózókör Színházi Formációban dolgozott. 1983-tól a szolnoki Szigligeti Színház dramaturga és rendezője volt, ahol sokat tanult Schwajda Györgytől. 1991-2006 között az Arany János Színház, majd az Újszínház dramaturgja és művészeti tanácsadója volt. 2006-bana Bárka Színházban dolgozott művészeti tanácsadóként. 2007-2013 között a Nemzeti Színház dramaturgja, irodalmi vezetője. 2016-2021 között a Vígszínház irodalmi tanácsadója. 2022-től a szolnoki Szigligeti Színházban dolgozik.

## Rendezői munkásság
- Kertész Imre: Kaddis a meg nem született gyermekért 2019. április 6. Vígszínház Házi Színpad
- Vörös Róbert: Primadonna gatyában 2018. november 17. Hungarikum Pódium
- Emberi hang  –  Molnár Piroska estje 2017. október 6. Rózsavölgyi Szalon Arts & Café
- Vörös Róbert: Lola Budapesten 2016. szeptember 10., Spinoza Színház
- Georges Simenon-Vörös Róbert: Fej nélküli holttest 2016. május 13., Pinceszínház
- Ingmar Bergman–Vörös Róbert: Őszi szonáta Bemutató 2016. március 28. Orlai Produkciós Iroda
- Marguerite Duras: Nyáron, este fél tizenegykor  2014. november 21., Nemzeti Színház
- Mégis szép – Udvaros Dorottya estje 2012. május 2. Rózsavölgyi Szalon
- A dizőz halála 2011. június 30. Menta
- Nyáron, este fél tizenegykor  2011. március 24. Közép-Európa Táncszínház
- Barbárok melankóliája - I. Nemzeti Színház
- Vevők és albérlők szolgasága 2011. november 26. Nemzeti Színház (Lakatos Annával közös rendezés)
- Bűn és bűnhődés 2001. április 20. Vígszínház
- Dalok Közép-Nirvániából - Kamondy Ágnes dalestje a '80-as évek alternatív rock dalaiból
- Egy örömlány feljegyzései - Kamondy Ágnes szólóestje

## Szerzői és dramaturgiai munkák
- John Cassavetes: Premier 2019. március 2., Vígszínház r.: Martin Čičvák
- Majgull Axelsson: Nem vagyok Miriam! 2019. február 27., Vígszínház r.: Kincses Réka
- Euripidész – Fodor Tamás: Élektra 2019. március 30., Budaörsi Latinovits Színház r.: Alföldi Róbert
- Charlie Chaplin: A diktátor 2018. október 13., Vígszínház r.: Eszenyi Enikő
- Georges Feydeau: Egy éj a Paradicsomban, 2018. március 3., Vígszínház, r: Michal Docekal
- Woody Allen: Szentivánéji szexkomédia, 2017. február 24., Vígszínház, r: Alekszandr Bargman
- William Shakespeare: Hamlet 2017. október 1., Vígszínház r.: Eszenyi Enikő
- Mihail Jurjevics Lermontov: Álarcosbál 2017. április 21. Budaörsi Latinovits Színház r.: Pelsőczy Réka
- Bartis Attila:Rendezés 2017. február 26. Vígszínház r.: Szikszai Rémusz
- Molière: A képzelt beteg  2016. november 19., Budapest Bábszínház r.: Alföldi Róbert
- Kincses Réka: A Pentheszileia Program 2016. október 16., Vígszínház r.: Kincses Réka
- Bereményi Géza: Shakespeare királynője 2016. június 24., Csiky Gergely Színház, r.: Galambos Péter
- William Shakespeare: Lear király, 2015. október 4., Radnóti Színház r.: Alföldi Róbert
- William Shakespeare: Makrancos Kata avagy a hárpia megzabolázása, 2015. május 15., Weöres Sándor Színház r.: Alföldi Róbert
- Joe Masteroff – Fred Ebb: Kabaré 2015. április 13., Budapest Bábszínház, r.: Alföldi Róbert
- William Shakespeare: Julius Caesar 2014. december 6., Vígszínház, r.: Alföldi Róbert
- Csehov: Platonov 2014. május 25., Radnóti Színház, r.: Alföldi Róbert
- Émile Ajar: Előttem az élet 2014. május 8., Rózsavölgyi Szalon Arts & Café, r.: Alföldi Róbert
- Bereményi Géza: Kincsem, 2014. április 5., Thália Színház, r.: Bereményi Géza
- Forgách András: Szorul a hurok 2014. január 22., Rózsavölgyi Szalon Arts & Café, r: Forgách András
- Klaus Mann: Mephisto 2013. május 10. Nemzeti Színház r.: Alföldi Róbert
- Csehov: Sirály 2013. január 12. Nemzeti Színház r.: Alföldi Róbert
- Szirmai-Gábor-Békeffy-Bakonyi-Kaszó: Mágnás Miska 2012. augusztus 18. Szegedi Szabadtéri Játékok, r: Alföldi Róbert
- Agota Kristof: Egy elsurranó patkány 2012. július 27. Kőszegi Várszínház,  r: Gergye Krisztián
- Shakespeare: Hamlet 2012. március 16. Nemzeti Színház, r: Alföldi Róbert
- John Osborn: Hazafit nekük! 2012. április 27. Nemzeti Színház, r: Alföldi Róbert
- Vevők és albérlők szolgasága 2011. november 26. Nemzeti Színház r: Lakatos Anna és Vörös Róbert
- Bernard Show: Szent Johanna, 2011. szeptember 30. Nemzeti Színház, r: Alföldi Róbert
- Vörös Róbert: A dizőz halála 2011. június 30. Vacsoraszínház
- Madách Imre: Az ember tragédiája 2011. május 6. Nemzeti Színház, r: Alföldi Róbert
- Nyáron, este fél tizenegykor  2011. március 24. Közép-Európa Táncszínház, r: Vörös Róbert
- Shakespeare: Szentivánéji álom (részletek), 2011. április 9. Nemzeti Színház, r.: Alföldi Róbert
- Heiner Müller: Kvartett, 2011. január 8. Nemzeti Színház, r.: Gergye Krisztián
- Závada Pál: Magyar ünnep, 2010. november 19. Művészetek Palotája / 2010. december 18. Nemzeti Színház, r.: Alföldi Róbert
- Tízparancsolat 2010. Nemzeti Színház, r: Alföldi Róbert
- Szilágyi Andor: Leánder és Lenszirom, Színház és Filmművészeti Egyetem, r: Alföldi Róbert
- Márta István: Csodálatos mobilvilág 2010. október 9. Új Színház r: Szikora János
- Térey János: Jeremiás avagy isten hidege, 2010. október 2. Nemzeti Színház, r.: Valló Péter
- Háy János: Vasárnapi ebéd, 2010. április, Nemzeti Színház (r: Rátóti Zoltán)
- Martin Speer: Vadászjelenetek Alsó-Bajorországból, Nemzeti Színház, 2010.április 24., r: Alföldi Róbert
- Katona József: Bánk bán, 2009. július 10. Szegedi Művészetmalom/ Nemzeti Színház, r.: Alföldi Róbert
- Botho Strauss: A park, 2009. március 20. Nemzeti Színház, r.: Alföldi Róbert
- Jean Racine: Atália, 2009. március 14. Nemzeti Színház, r.. Valló Péter
- Casanova Nouvo 2009. december 19. Új Színház
- Schiller: Ármány és Szerelem 2009. február 5. Nemzeti Színház, r: Alföldi Róbert
- Bakonyi Károly: János vitéz, 2009. január 16. Nemzeti Színház, r.. Alföldi Róbert
- Tenessee Williams: Orfeusz alászáll 2009. dec. 19. Nemzeti Színház, r: Sopsits Árpád
- Nyugat 100 2008. dec. 2. Nemzeti Színház
- Euripidész: Oresztész, 2008. november 21.Nemzeti Színház, r.: Alföldi Róbert
- Friedrich Schiller: Don Carlos, 2008. március 21. Bárka Színház (r.: Alföldi Róbert)
- Spiró György-Másik János: Ahogy tesszük, 2007. december 21 Bárka Színház (r.:Alföldi Róbert)
- Moliere: George Dandin, avagy a megcsúfolt férj 2008. április 25., Játékszín, r.:Telihay Péter
- Kamondy Ágnes: Johanna nőpápa 2008. Nemzeti Színház
- "Édes szívem, ribanc vagy", 2007, Bárka Színház (R.: Gergye Krisztián)
- Gogol: Revizor, Szolnoki Szigligeti Színház, 2007. április 21. (r.:Telihay Péter)
- Lanford Wilson: Kéretik elégetni, Ködszurkálók Színház 2007, (r.:Máté Krisztián)
- Osztrovszkij: Vihar, Veszprémi Petőfi Színház, 2007. március (r: Telihay P.)
- Csehov: Cseresznyéskert, 2007. március, Vígszínház (r: Alföldi R.)
- Willy Russell: Vértestvérek, 2007. január 12. Békés Megyei Jókai Színház (r.:Király Attila)
- Parti Nagy Lajos Moliére: Tartuffe, 2006. október 2. Nemzeti Színház
- Mikhail Lermontov: Álarcosbál, 2006. január 6. Szigligeti Színház (r.: Telihay Péter)
- Brecht: Koldusopera, 2006. június 7. Bárka Színház (r.:Alföldi Róbert)
- Thorton Wilder - Ács: Szent Lajos király hídja
- Shakespeare: Szentivánéji álom, Bárka Színház (r: Alföldi R.)
- Shakespeare: Rómeó és Júlia, 2006. május 20. Új Színház (r.:Alföldi Róbert)
- Cyril Tourner: A bosszúálló tragédiája, Színház- és Filmművészeti Egyetem (Ódry Színpad)(r.:Alföldi Róbert)
- Molnár Ferenc: Liliom, 2006. Bárka Színház, (r.: Telihay Péter)
- Schiller: Stuart Mária, 2005. Pesti Színház (r.: Alföldi Róbert)
- Wassermann - Leigh: La Mancha Lovagja
- Németh Ákos: Vörös bál, 2005. október 15. Móricz Zsigmond Színház (r.:Telihay Péter)
- Shakespeare: Othello, 2005. március 4. Szigligeti Színház (r.:Telihay Péter)
- Vörös Róbert: Sade márki 120 napja, 2005. április 2. Budapest Bábszínház (r.:Alföldi Róbert)
- Füst Milán: Boldogtalanok, 2005. Nemzeti Színház, (r.:Ács János)
- Schiller: Don Carlos, 2005. november 18. Kecskeméti Katona József Színház (r.: Alföldi Róbert)
- Kálmán Imre: Csárdáskirálynő 2005. július 29. Szegedi Szabadtéri Színpad
- Te édes, de jó vagy, légy más! 2004 Madách Színház, (r.:Ács János)
- Ács János: Casanova Nuova, 2004. május 8. Kecskeméti Katona József Színház (rendező: Ács János)
- Miller: Az ügynök halála, 2004. Thália Színház (r.:Alföldi Róbert)
- Csehov:A három nővér, 2004, Új Színház, (r.: Alföldi Róbert)
- Krúdy Gyula: Vörös postakocsi 2004. január 17., Vígszínház  (r: Tordy Géza)
- Márta - Ács: Munkásoperett
- Verdi: Attila 2004. Debreceni Csokonai Színház, (rendező: Alföldi Róbert)
- Vörös Róbert: Holnap érkezem /Pasolini: Teorema című filmjéből/ - Szolnoki Szigligeti Színház 2003., (rendező: Alföldi Róbert)
- Neil Simon: Sweet Charity /átíró/ 2003. november 28. Budapesti Operettszínház (rendező: Alföldi Róbert)
- Pierre Barillet - Jean Pierre Grédy: A kaktusz virága, 2003. október 11. Soproni Petőfi Színház (rendező: Ács János)
- Gounod: Faust, 2003. február 14. Szegedi Nemzeti Színház (rendező: Alföldi Róbert)
- Alexei Arbuzov: Kései találkozás avagy Philemon és Bauchis by Russian, 2003. október 31. Játékszín, (r.:Alföldi Róbert)
- Shakespeare: Lear király (rendező: Ács János)
- Shakespeare: Hamlet (rendező: Ács János)
- Miller: Pillantás a hídról, 2002. március 8. Szigligeti Színház (Tordy Géza)
- Huszka Jenő - Martos Ferenc: Lili bárónő 2002. október 12. Szigligeti Színház, r: Ács János
- Mark Ravenhill: Shopping and fucking, 2002. október 5. Thália Színház(rendező: Alföldi Róbert)
- Trevor Griffiths: Komédiások, 2002. március 23. Budapesti Kamaraszínház - Shure Stúdió (r.: Ács János)
- Cander - Ebb: Kabaré /átíró/ 2002. Operett-Raktárszínház, (rendező: Alföldi Róbert)
- A mennyei Híd, 2002. február 9. Győri Nemzeti Színház (r.:Ács János)
- Schiller: Az orleansi szűz, 2002. május 3. Hevesi Sándor Színház (r.:Alföldi R.)
- Patrick Hamilton: Gázláng 2001. november 16., Játékszín  (r: Balázsovits Lajos)
- Dosztojevszkij: Bűn és bűnhődés, 2001. április 20. Vígszínház (r.:Tordy Géza)
- Shakespeare: Macbeth, 2001. november 3. Budapesti Kamaraszínház - Tivoli (rendező: Alföldi Róbert)
- Molnár Ferenc: Egy, kettő, három, 2001. november 23. Veszprémi Petőfi Színház, (r.:Ács János)
- Shakespeare: Szentivánéji álom 2001. Szegedi Nemzeti Színház, r: Alföldi Róbert
- Kálmán Imre - Ács - Vörös: Marica grófnő, 2001. október 12. Szolnoki Szigligeti Színház, r: Ács János
- Shakespeare: Makrancos Kata 2001. Gyulai Várszínház, (rendező: Alföldi Róbert)
- Kornis Mihály: A Kádár házaspár, 2000. február 14. Új Színház (r.:Ács János)
- Georg Büchner: Leonce és Léna, 2000. december 15. Új Színház (r.:Ács János)
- Brecht - Kamondy - Ács - Vörös: A nagyváros dzsungelében (A városok sűrűjében), 1999. október 22. Újszínház, r: Ács János
- Georg Kreisler: Lola Blau, 1998. május 23. Budapesti Kamaraszínház - Tivoli (r.:Tordy Géza)
- Várkonyi - Ács - Braunke: Dorian Gray, 1990. Vígszínház, a Rockszínház előadása, r: Ács János

## Televíziós és filmes munkái
- Nyugalom (2007, r: Alföldi Róbert)
- Kire ütött ez a gyerek? (2007)
- Hozzánk tartoznak (2006)
- Micimackó - Nagy Könyv (2005)
- Szirtes András: Sade márki és élete (filmforgatókönyv, 1990-93)

## Könyv
- Vendégségben - Alföldi (portré Alföldi Róbertről) Korona Könyvkiadó 2003

## Kiállításai
- 1987 Kollektív kiállítás (Fiatal Művészek Klubja)
- 1991 Kollektív kiállítás - Színházi és filmplakátok (Képzőművészeti Főiskola)
- 2000 Önálló kiállítás - festmények és grafikák (Kapolcs Művészetek Völgye)
- 2001 Önálló kiállítás - festmények és grafikák (Új Színház Galéria)
- 2002 Kollektív kiállítás - színházi plakátok (Gyulai Várszínház)
- 2002 Hatok - Kollektív kiállítás (Alföldi Róbert, Kentaur, Bartha Andrea, Király Attila, Halász G. Péter)

## Díjai és kitüntetései
- Harsányi Zsolt-díj (2021)[6]